# Насвай

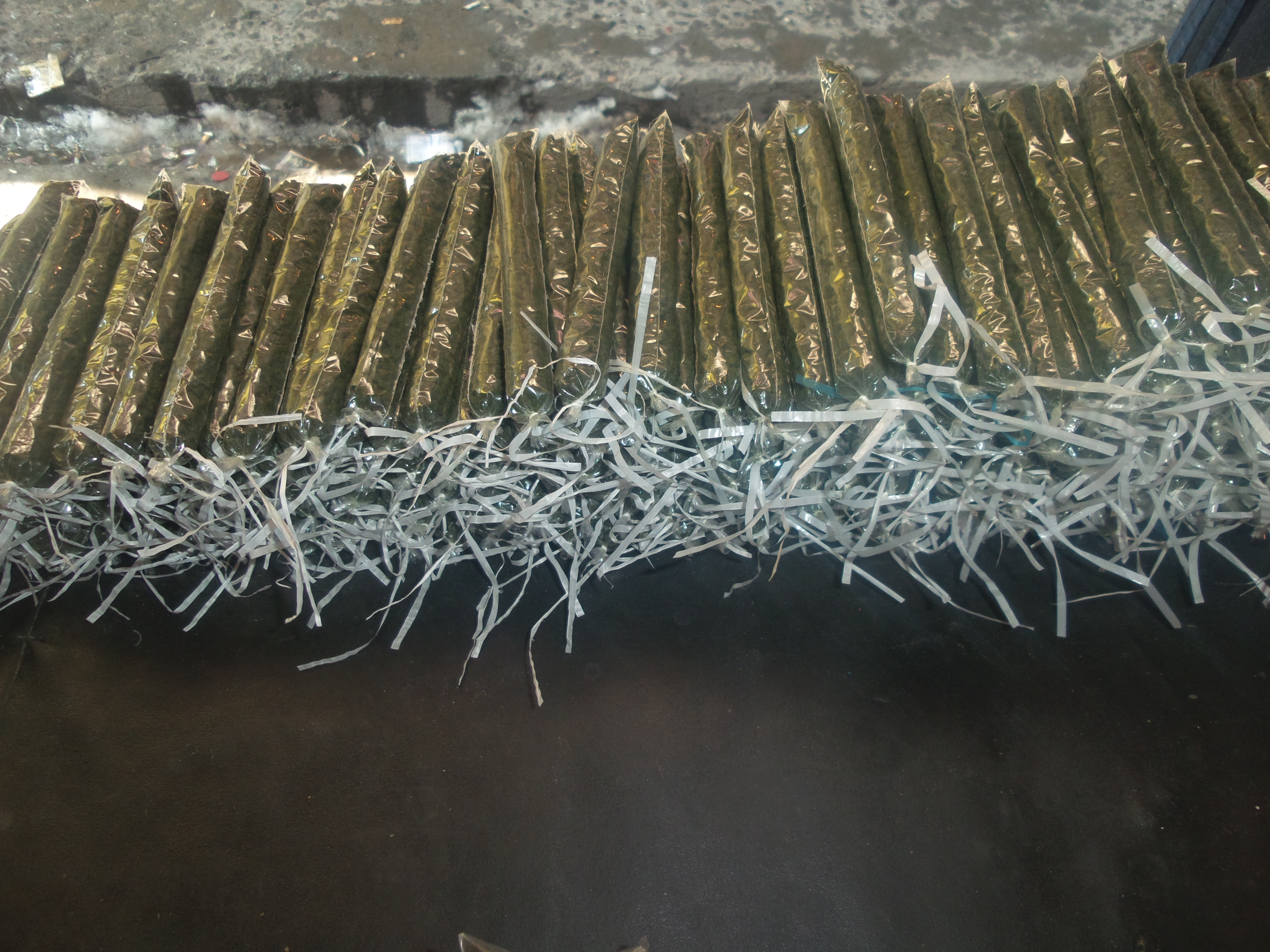
Насвай

Насва́й (насс, насиба́й) — широко використовувана в країнах Центральної Азії суміш, основним компонентом якої є махорка або тютюн, додають також гашене вапно, золу різних рослин, верблюжий або курячий послід, олію. Часто використовують бавовникову або кунжутову олію. З суміші виготовляють кульки й закладають на дно порожнини рота під нижню губу або за щоку на тривалий проміжок часу. Важливим є не допустити потрапляння порошку на губи, щоб вони не вкрились пухирями. Проковтнута слина чи крупинки зілля можуть викликати нудоту, блювання і пронос. Нікотиновий ефект проявляється протягом п'яти хвилин у вигляді легкого запаморочення, поколювання в руках і ногах, помутніння в очах.
Має канцерогенні властивості. Існує багато сортів і рецептів насваю.
Основними складовими насваю є тютюн і луг (гашене вапно). Також до складу продукту можуть входити олія та інші компоненти. Для покращення смаку можуть додаватись приправи. При кустарному виготовленні насваю як луг замість гашеного вапна може застосовуватися зола рослин.
Гашене вапно або зола змінюють кислотність середовища (в лужну сторону) і збільшують всмоктування нікотину в кров через слизову оболонку ротової порожнини. Інші компоненти суміші покликані виконувати формоутворюючу функцію при гранулюванні меленого тютюну. Існує популярний міф про те, що серед інгредієнтів насваю присутній курячий послід.
У продаж насвай надходить у вигляді маленьких "кульок" або "паличок", пластичної маси або порошку. Колір продукту брудно-зелений.
Вживання насваю викликає нікотинову залежність. Часте вживання викликає також психічну залежність.